# Outram Bangs
Outram Bangs (12 de enero de 1863 - 22 de septiembre de 1932) fue un zoólogo estadounidense. Nació en Watertown (Massachusetts) en el seno de una familia acomodada, y pasó su infancia entre Watertown, Boston e Inglaterra. Estudió en el Harvard College. Durante toda su juventud se dedicó a disecar y coleccionar animales junto con su hermano mayor Edward; esa actividad despertó en él el interés en el estudio de los animales.
Hacia 1890 comenzó a estudiar sistemáticamente a los mamíferos norteamericanos, para lo que realizó diversos viajes por Estados Unidos. En uno de ellos, él y Gerrit Miller, salvaron de la extinción al roedor Microtus breweri en la isla Muskeget, eliminando a toda la población de gatos silvestres que depredaban sobre el roedor. En 1894 publicó su primer texto científico, y entre esa fecha y 1899 ya había publicado 70, la mayoría sobre mamíferos. A partir de 1898 comenzó a cambiar su interés hacia las aves, en especial, hacia las de China.
En 1899 vendió su colección de mamíferos al Harvard College, y fue nombrado ayudante en Mastozoología del Museo de Anatomía Comparada del centro. En ese cargo también ayudó a la conservación de la colección de aves del museo. Durante los primeros años del siglo su colección personal de aves creció mucho, y en 1908 la cedió al museo. En ese momento se convirtió en el conservador de la colección de aves del museo. En 1918, Harvard, le otorgó una Maestría en Artes (AM) honorífica. Murió en East Wareham (Massachusetts) en 1932 tras un breve período de enfermedad.

## Algunas publicaciones
Su obra incluye unas 275 publicaciones, que abarcan diversos temas sobre mamíferos y aves: descripción de nuevos géneros y especies, discusiones taxonómicas, etc.
- The hummingbirds of the Santa Marta Region of Colombia. American Ornithologists' Union, New York 1899
- The Florida Puma. In: Proceedings of the Biological Society of Washington. Vol. 13, 1899, p. 15–17
- con John Eliot Thayer. The Mammals and Birds of the Pearl Islands, Bay of Panama. En: Harvard University Museum of Comparative Zoology, Bulletin. Vol. 46, N.º 8, 1905, pp. 137–160
- con Glover Morrill Allen; J. E. Thayer. Notes on the Birds and Mammals of the Arctic Coast of East Siberia. En: New England Zoological Club, Proceedings. Tomo 5, 1914, pp. 1–66

## Epónimos
- Bangsia T. E. Penard, 1919 (Thraupidae)[1]
- Grallaria bangsi Allen, 1900 (Grallariidae)[1]

## Abreviatura (zoología)
La abreviatura Bangs  se emplea para indicar a Outram Bangs como autoridad en la descripción y taxonomía en zoología.